# Baraboo
Baraboo é uma cidade localizada no estado norte-americano de Wisconsin, no Condado de Sauk.
Foi fundada em 1839, perto do canyon do Rio Wisconsin e tornou-se cidade em 1893. É um centro turístico e comercial, tendo diverso tipo de indústrias.

## Demografia
Segundo o censo norte-americano de 2000, a sua população era de 10.711 habitantes. 
Em 2006, foi estimada uma população de 10.980, um aumento de 269 (2.5%).

## Geografia
De acordo com o United States Census Bureau tem uma área de 
13,7 km², dos quais 13,7 km² cobertos por terra e 0,0 km² cobertos por água. Baraboo localiza-se a aproximadamente 264 m acima do nível do mar.

## Localidades na vizinhança
O diagrama seguinte representa as localidades num raio de 16 km ao redor de Baraboo. 